# Bassillac
Bassillac (trong tiếng Occitan Bassilhac) là một xã của Pháp, nằm ở tỉnh Dordogne trong vùng Aquitaine của Pháp. Xã này có diện tích 18,73 km2, dân số năm 2006 là 1735 người. Xã Bassillac nằm ở khu vực có độ cao trung bình 120 m trên mực nước biển.

## Thông tin nhân khẩu
Nguồn: INSEE  và Cassini 
| 1793 | 1800 | 1806 | 1821 | 1831 | 1836 | 1841 | 1846 | 1851 |
| ---- | ---- | ---- | ---- | ---- | ---- | ---- | ---- | ---- |
| 682  | 616  | 656  | 665  | 732  | 810  | 777  | 788  | 838  |

| 1856 | 1861 | 1866 | 1872 | 1876 | 1881 | 1886 | 1891 | 1896 |
| ---- | ---- | ---- | ---- | ---- | ---- | ---- | ---- | ---- |
| 816  | 778  | 785  | 770  | 718  | 737  | 743  | 753  | 765  |

| 1901 | 1906 | 1911 | 1921 | 1926 | 1931 | 1936 | 1946 | 1954 |
| ---- | ---- | ---- | ---- | ---- | ---- | ---- | ---- | ---- |
| 740  | 684  | 673  | 586  | 596  | 588  | 594  | 620  | 533  |

| 1962                                         | 1968 | 1975 | 1982  | 1990  | 1999  | 2006  | - | - |
| -------------------------------------------- | ---- | ---- | ----- | ----- | ----- | ----- | - | - |
| 506                                          | 512  | 701  | 1 297 | 1 541 | 1 755 | 1 735 | - | - |
| Số liệu kể từ 1962 : dân số không tính trùng |      |      |       |       |       |       |   |   |